# Alex Shibutani
Alex Hideo Shibutani (Boston, 25 aprile 1991) è un danzatore su ghiaccio statunitense vincitore, insieme alla sorella Maia Shibutani, di due medaglie di bronzo alle Olimpiadi di Pyeongchang 2018 nella gara a squadre e nella danza su ghiaccio.

## Biografia
Figlio di padre statunitense e madre originaria del Giappone, Alex Shibutani ha iniziato a pattinare all'età di sette anni e ha deciso di dedicarsi alla danza su ghiaccio, insieme alla sorella Maia, dopo avere assistito affascinato ai campionati mondiali che si sono svolti a Washington nel marzo 2003. Hanno debuttato da juniores a livello internazionale nel corso della stagione 2008-09, arrivando secondi ai campionati mondiali di Sofia 2009.
Nel 2010 Alex e Maia sono passati a gareggiare nella categoria senior, e ai Mondiali di Mosca 2011 sono saliti sul podio vincendo la medaglia di bronzo. A Soči 2014 prendono parte alla loro prima Olimpiade classificandosi al 9º posto. I due atleti statunitensi si confermano tra le coppie di vertice e a Boston 2016 si laureano vicecampioni del mondo dietro Gabriella Papadakis e Guillaume Cizeron.
Alla loro seconda Olimpiade, in occasione dei Giochi di Pyeongchang 2018, i due Shibutani vincono la medaglia di bronzo nella gara a squadre, contribuendo con un doppio secondo posto ottenuto sia nel programma corto sia in quello libero. Vincono poi un altro bronzo nella danza su ghiaccio arrivando, con 192.59 punti totali, dietro i francesi Papadakis e Cizeron (205.28 punti) e i canadesi Virtue e Moir (206.07 punti).

## Palmarès
(con Maia Shibutani)
| Giochi olimpici                                                  |      |      |      |    |    |    | 9º |    |    |    | 3º |
| Campionati mondiali                                              |      |      |      | 3º | 8º | 8º | 6º | 5º | 2º | 3º |    |
| Campionati dei Quattro continenti                                |      |      |      | 2º | 4º | 4º |    | 3º | 1º | 2º |    |
| GP Finale                                                        |      |      |      |    | 5º |    |    | 4º | 4º | 3º | 3º |
| GP Cup of China                                                  |      |      |      |    | 2º |    |    | 2º |    | 1º |    |
| GP NHK Trophy                                                    |      |      |      | 3º | 1º | 3º | 3º |    | 1º |    |    |
| GP Rostelecom Cup                                                |      |      |      |    |    | 4º |    |    |    |    | 1º |
| GP Skate America                                                 |      |      |      | 3º |    |    | 3º | 2º |    | 1º | 1º |
| GP Skate Canada                                                  |      |      |      |    |    |    |    |    | 2º |    |    |
| CS Ice Challenge                                                 |      |      |      |    |    |    |    | 1º |    |    |    |
| CS Ondrej Nepela Trophy                                          |      |      |      |    |    |    |    | 1º | 3º |    |    |
| Finlandia Trophy                                                 |      |      |      |    | 2º |    |    |    |    |    |    |
| Nebelhorn Trophy                                                 |      |      |      | 5º |    |    |    |    |    |    |    |
| Nazionali                                                        |      |      |      |    |    |    |    |    |    |    |    |
| Campionati statunitensi                                          | 4º J | 2º J | 1º J | 2º | 2º | 3º | 3º | 2º | 1º | 1º | 2º |
| Internazionali: categoria Junior                                 |      |      |      |    |    |    |    |    |    |    |    |
| Campionati mondiali                                              |      | 2º   | 4º   |    |    |    |    |    |    |    |    |
| JGP Finale                                                       |      | 4º   | 3º   |    |    |    |    |    |    |    |    |
| JGP Croazia                                                      |      |      | 1º   |    |    |    |    |    |    |    |    |
| JGP Francia                                                      |      | 1º   |      |    |    |    |    |    |    |    |    |
| JGP Spagna                                                       |      | 2º   |      |    |    |    |    |    |    |    |    |
| JGP Stati Uniti                                                  |      |      | 1º   |    |    |    |    |    |    |    |    |
| Team events                                                      |      |      |      |    |    |    |    |    |    |    |    |
| Giochi olimpici                                                  |      |      |      |    |    |    |    |    |    |    | 3º |
| CS = Challenger Series; GP = Grand Prix; JPG = Junior Grand Prix |      |      |      |    |    |    |    |    |    |    |    |